# While Paris Sleeps
While Paris Sleeps er en amerikansk stumfilm fra 1923 af Maurice Tourneur.

## Medvirkende
- Lon Chaney som Santados
- Jack F. MacDonald som Marionette
- Mildred Manning som Bebe Larvache
- John Gilbert som Dennis O'Keefe
- Hardee Kirkland
- J. Farrell MacDonald som George Morier
- Fred Gamble